# Mac Miller

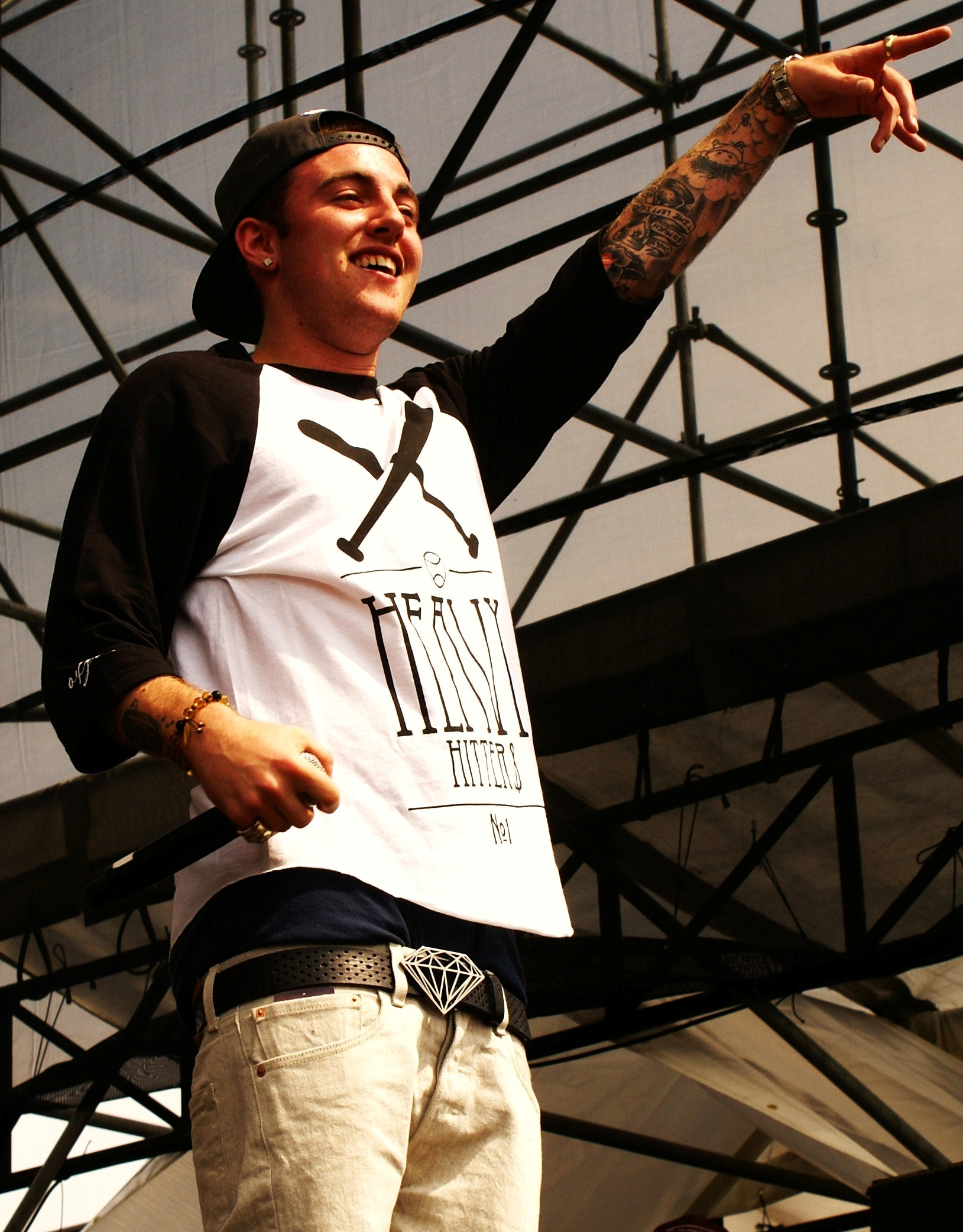
Mac Miller 2011.

Malcolm James McCormick, mest känd under artistnamnet Mac Miller, född 19 januari 1992 i Pittsburgh i Pennsylvania, död 7 september 2018 i Los Angeles i Kalifornien, var en amerikansk rappare. Han verkade även under artistnamnen EZ Mac, Larry Fisherman, Delusional Thomas, Larry Lovestein och The Velvet Revival. Hans debutalbum, Blue Slide Park, gavs ut 8 november 2011. 

## Biografi
I high school bestämde sig Miller för att satsa på en hiphop-karriär:. 
| ” | När jag fyllde 15 blev jag riktigt seriös gällande hiphop och det ändrade mitt liv helt... Jag brukade hålla på med sport, jag utövade alla sporter och var på alla high school-fester. När jag väl insåg att hiphop i princip är som ett jobb blev det det enda jag gjorde | „ |

Miller var självlärd musiker, som spelade piano, gitarr, bas, trummor och saxofon.
Miller var tillsammans med Ariana Grande mellan 2016 och maj 2018.
Mac Miller dog den 7 september 2018 av en akut drogförgiftning; enligt obduktionsprotokollet rörde det sig om tre olika substanser alkohol, fentanyl och kokain.

## Karriär
Innan han inledde sin solokarriär, var Miller en del av gruppen The 1ll Spoken, tillsammans med rapparen Beedie. År 2008 gav The 1ll Spoken ut sin mixtape "How High". 
Innan han ändrade sitt artistnamn till Mac Miller, var han känd under namnet EZ Mac, och gav ut mixtapen "But My Macking Ain't Easy".

## Diskografi

### Mixtapes
- But My Mackin' Aint Easy (2007)
- How High: The Mixtape (2008)
- The Jukebox: Prelude to Class Clown (2009)
- The High Life (2009)
- K.I.D.S. (2010)
- Best Day Ever (2011)
- Macadelic (2012)
- Faces (2014)

### Album
- Blue Slide Park (hösten 2011)
- Watching Movies With The Sound Off (sommaren 2013)
- "GO:OD AM" (hösten 2015)
- The Divine Feminine (16 september 2016)
- Swimming (3 augusti 2018)
- Circles (17 januari 2020)

### EP-skivor
- On and On and Beyond (2011)[9]